# Peripàtids
Els peripàtids (Peripatidae) són una família d'onicòfors, formada per 10 gèneres i 66 espècies.

## Gèneres
- Eoperipatus (3 espècies)
- Epiperipatus (16 espècies)
- Heteroperipatus (2 espècies)
- Macroperipatus (8 espècies)
- Mesoperipatus (1 espècie)
- Oroperipatus (20 espècies)
- Peripatus (13 espècies)
- Plicatoperipatus (1 espècie)
- Speleoperipatus (1 espècie)
- Typhloperipatus (1 espècie)